# Jeff Mullins
Jeffrey Vincent Mullins jr., detto Jeff (Astoria, 18 marzo 1942), è un ex cestista e allenatore di pallacanestro statunitense, professionista nella NBA.

## Carriera
Venne selezionato dai St. Louis Hawks al primo giro del Draft NBA 1964 (5ª scelta assoluta).
Con gli Stati Uniti ha disputato i Giochi olimpici di Tokyo 1964.

## Palmarès

### Giocatore
- NCAA AP All-America Second Team (1964)
- Campionato NBA: 1

Golden State Warriors: 1975
- 3 volte NBA All-Star (1969, 1970, 1971)